# Frankfort (ville, New York)
Pour les articles homonymes, voir Frankfort.
Ne doit pas être confondu avec Frankfort (village, New York).
Frankfort est une ville située dans le comté de Herkimer, dans l'État de New York, aux États-Unis,. En 2010, elle comptait une population de 7 636 habitants.

## Démographie
Lors du recensement de 2010, la ville comptait une population de 7 636 habitants. Elle est estimée, en 2016, à 7 415 habitants.